# Desastre de Le Mans de 1955

Secuencia de los hechos.

El desastre de Le Mans fue un choque múltiple sucedido el 11 de junio de 1955 en el circuito de la Sarthe, cerca de Le Mans, durante la celebración de las 24 Horas de Le Mans, en el que murieron el piloto Pierre Levegh y 83 espectadores. Es considerada la mayor tragedia de la historia del automovilismo. Sin embargo, la carrera no se suspendió, y fue ganada por Mike Hawthorn, campeón de Fórmula 1 en 1958, junto a Ivor Bueb.

## Accidente
A las seis y media de la tarde (hora local GMT+1) el Mercedes-Benz 300 SLR conducido por Juan Manuel Fangio-Stirling Moss luchaba por encabezar la prueba contra el Jaguar conducido por Mike Hawthorn e Ivor Bueb tras haber conseguido sacar una vuelta de ventaja a la mayor parte de sus rivales.
Hawthorn, en plena lucha con Juan Manuel Fangio, adelantó a un Austin Healey, conducido por el piloto británico Lance Macklin, a la entrada de la línea derecha de las tribunas pero, de repente, frenó y decidió entrar a los pits.
Sorprendido, el piloto del bólido que acababa de ser doblado hizo una brusca maniobra hacia la izquierda sin ver que dos Mercedes, a toda velocidad, se le echaban encima. El primero lo conducía el francés Pierre Levegh, con una vuelta de retraso, y el segundo, el Chueco Fangio.
El drama se produjo en tan solo unos pocos segundos. En un último acto reflejo, Levegh levantó la mano para advertir a Fangio del peligro. Después, chocó contra el Austin y, a más de 200 kilómetros por hora, su Mercedes despegó para abatirse, explotando, sobre las tribunas repletas de espectadores. Al ver la desesperada seña de Pierre Levegh, el Chueco alcanzó a dar un volantazo y así pudo esquivar a los vehículos. Fue una reacción a puro reflejo que lo salvó de una muerte casi segura. “Yo me aferro al volante y espero el golpe que no sé por qué no llega. Mi Mercedes pasa por un pelo acariciando el Austin que, atravesado, raja con su chapa el asfalto de la pista. Detrás de mí, dejo el infierno… ”, declaró tiempo después Fangio.
El Mercedes de Pierre Levegh se desintegró totalmente; el motor y otras piezas del chasis dejaron un rastro de muertos y heridos en su vuelo sobre las tribunas, incluyendo al propio Levegh, cuyo cuerpo quedó tendido sobre la pista. Entre los motivos de la fuerte deflagración se encuentra el hecho de que muchas piezas del vehículo estaban hechas de aleación de magnesio, que genera una fuerte explosión y dificulta las labores de extinción, dado que el agua actúa como potenciador de las llamas.
Los organizadores de la prueba, sin embargo, no interrumpieron la carrera, que prosiguió mientras las ambulancias iban y venían; luego se supo que continuó para que las personas no impidieran el paso de estas y pudieran atender a los heridos. Los espectadores situados en otras zonas del circuito tardaron horas en conocer el alcance de la tragedia. La organización argumentó que la suspensión de la carrera habría dificultado las labores de evacuación de los heridos, por la probable invasión de las vías de emergencia. Aún así, muchos pilotos abandonaron la competencia, como el mismo Fangio y de hecho fue la última vez que el "Chueco" participó de la misma. El ganador fue el mismo Mike Hawthorn, favorecido entre otras cosas por el abandono de Fangio; este hecho le valió no pocas críticas pues tuvo además una actitud que causó un repudio generalizado al celebrar la victoria descorchando una botella de champagne en el podio. Para entonces, la prensa especializada lo señalaba como responsable del accidente que le había costado la vida Levegh y de la tragedia en la tribuna. El piloto inglés se defendió como pudo, aunque sus palabras fueron poco convincentes. “A mi juicio, dejé tiempo suficiente a cualquier coche que fuera detrás de mí para darse cuenta de lo que iba a hacer”, dijo.
Pierre Levegh contaba con 49 años de edad en el momento de su muerte.

## Consecuencias

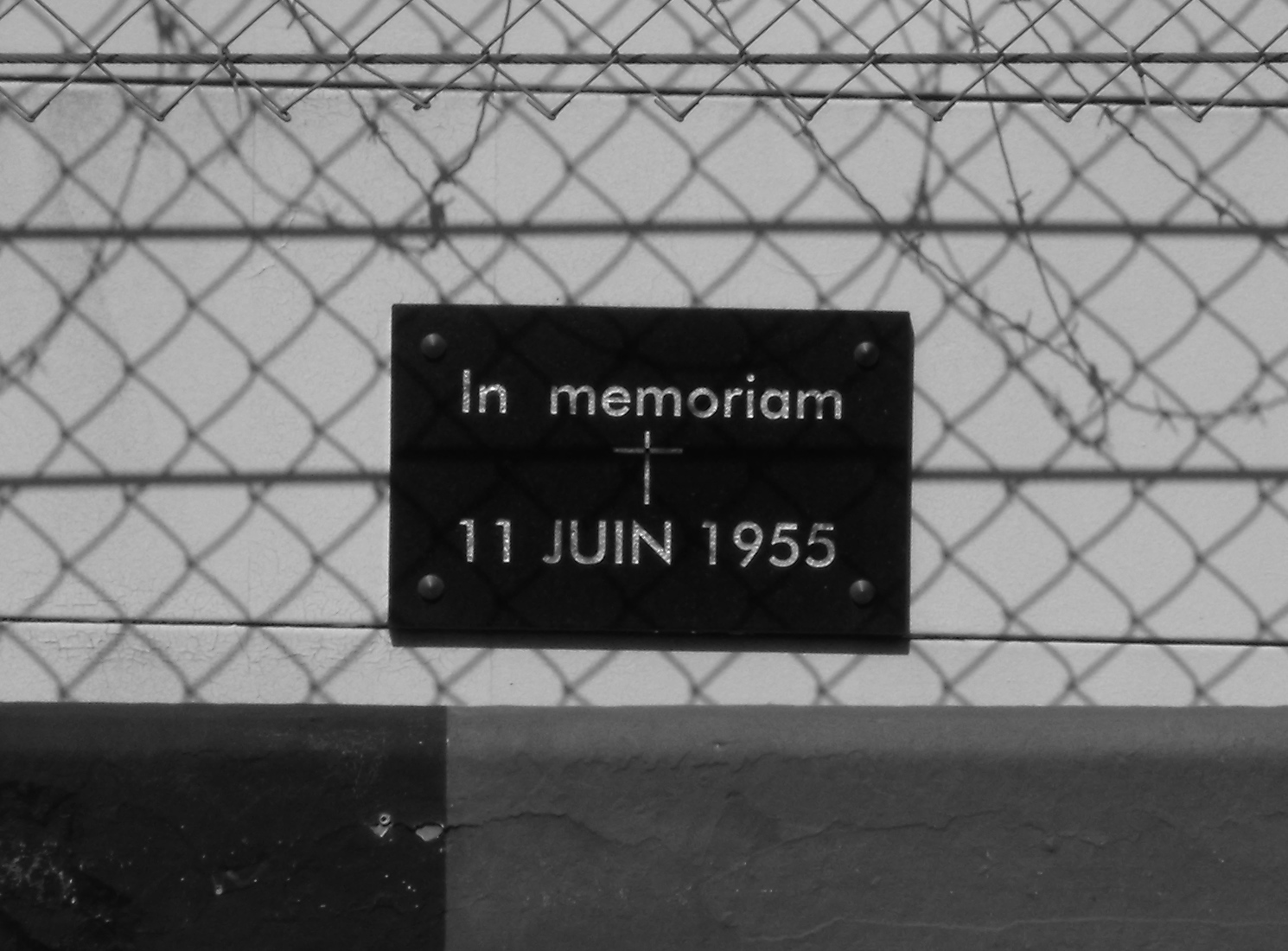
Placa memorial del accidente.

Durante la noche, el equipo Mercedes-Benz, que encabezaba las 24 Horas, decidió retirarse de la carrera, por orden explícita de la sede central de la marca en Stuttgart. Al día siguiente, bajo una fría lluvia y un ambiente aún más glacial, Hawthorn y Bueb lograron para Jaguar su tercera victoria en Le Mans. En una imagen poco honrosa, el campeón Mike Hawthorn celebró la victoria con champán pese a ser uno de los involucrados directamente en el accidente, actitud duramente criticada por la prensa especializada. La retirada de Mercedes de las competiciones automovilísticas se prolongó hasta el año 1989. También influyó en la ausencia de la Scuderia Lancia del deporte por casi 20 años.
Dos días después, las autoridades galas prohibieron las competiciones automovilísticas en Francia. En Alemania, España y Suiza siguieron el ejemplo francés y suspendieron sus Grandes Premios, para evitar que se repitiera una tragedia que conmocionó a Europa y al resto del mundo. La prohibición en Suiza duró seis décadas, hasta que se habilitaron las carreras de autos eléctricos.
El accidente contribuyó de forma clara a cambiar las políticas acerca de la aceptación del peligro en las carreras de automovilismo y a la exigencia de más seguridad en las carreras, tanto para los competidores como para los espectadores. Por ejemplo, en 1955 los automóviles de carreras no contaban con cinturones de seguridad porque los pilotos decían que no querían estar «atados» al auto en caso de incendio, ya que no contaban con monos ignífugos con tela Nomex. Los cascos posteriormente cubrirían toda la cabeza de los corredores.